# Barbara Schaffner

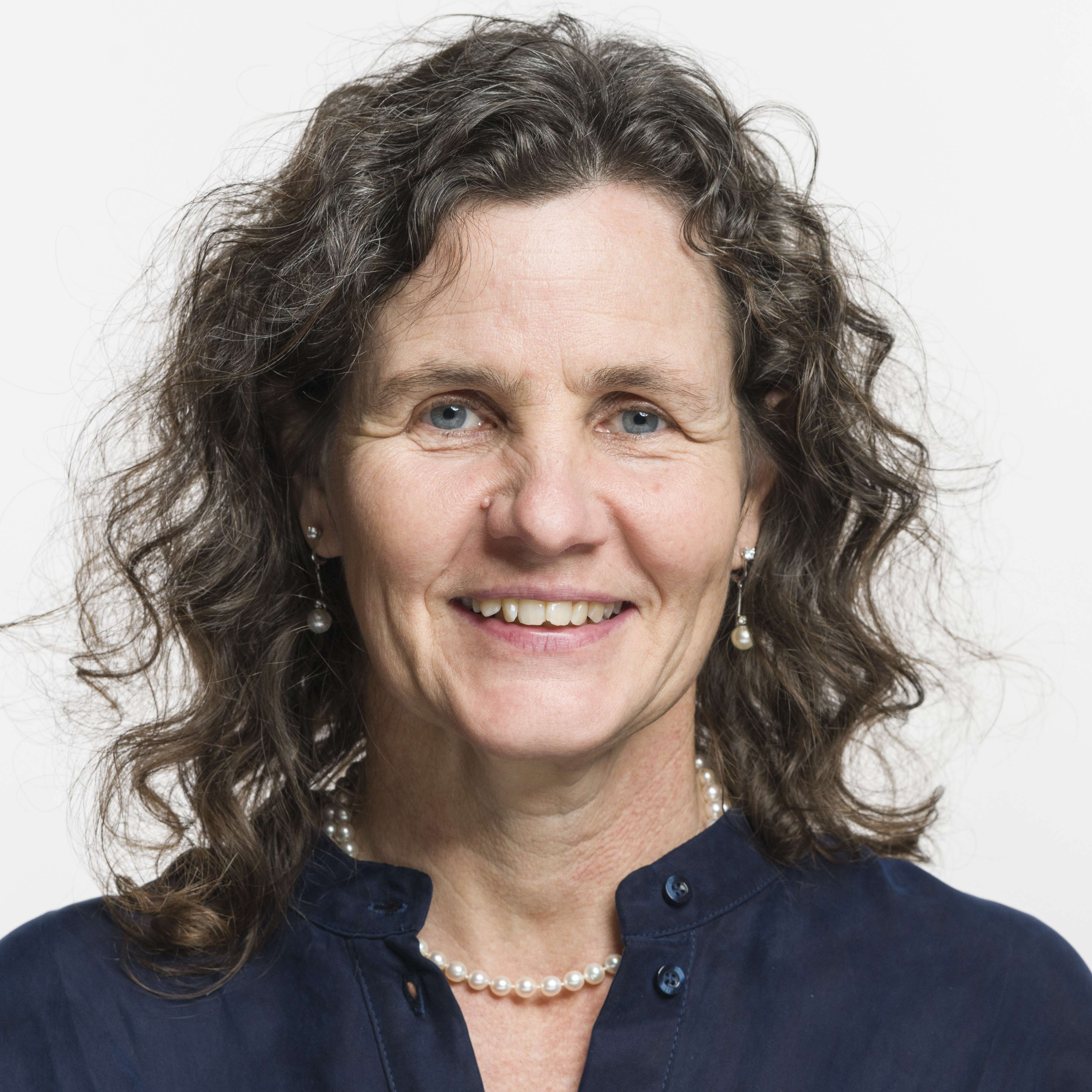
Barbara Schaffner (2019)

Barbara Schaffner (* 28. Juli 1968 in Zürich; heimatberechtigt in Hausen AG) ist eine Schweizer Politikerin, Energieexpertin und Physikerin. Sie ist Nationalrätin der Grünliberalen Partei für den Kanton Zürich und Gemeindepräsidentin von Otelfingen.

## Biografie
Barbara Schaffner wuchs in Anglikon im Kanton Aargau auf. 1988 lebte sie als Austauschschülerin auf einer Farm in Wyoming. Nach einem Physikstudium mit Doktorat in Medizinphysik an der ETH Zürich und dem Paul Scherrer Institut absolvierte sie einen Postdoc am National Institute of Radiological Sciences in Chiba, Japan. Von 2000 bis 2008 arbeitete sie bei Varian Medical Systems als Spezialistin für Protonentherapie und forschte über Algorithmen in der Strahlentherapie. An der ETH bildete sich Schaffner weiter zum Master of Energy Science and Technology, arbeitete als Projektleiterin für Solarkraftwerke und ist als Energieexpertin Geschäftsführerin ihres Unternehmens eneba GmbH. Sie leitet als Geschäftsführerin und Vorstand die überparteiliche Vernetzungsgruppe Zürich erneuerbar. Verein für Energieeffizienz und erneuerbare Energien.
Ausserdem setzt sie sich als Stiftungsrätin der Stiftung Mühle Otelfingen dafür ein, das historische Gebäude zu erhalten und für kulturelle Veranstaltungen zu nutzen. Mit ihrem langjährigen Partner Paul Eggimann hat sie zwei Kinder.

## Politik
Schaffner wurde 2011 für den Bezirk Dielsdorf in den Zürcher Kantonsrat gewählt. Sie gehörte zur Kommission für Verkehr, Energie und Umwelt. Von 2011 bis 2013 war sie ausserdem in der Kommission für Planung und Bau. Im Kantonsrat setzte sie sich vor allem für erneuerbare Energien und öffentlichen Verkehr ein. Sie fiel aber auch auf mit einem erfolgreichen Vorstoss gegen das Verschwinden einheimischer Krebsarten.
Im Juli 2018 wählte die Stimmbevölkerung von Otelfingen Schaffner zur Gemeindepräsidentin. 2019 war sie mit dem Komitee Nein zum schädlichen Wassergesetz eine der treibenden Kräfte, die in einer Referendumsabstimmung das neue Wassergesetz im Kanton Zürich versenkten, wobei sie vor allem mit dem Umwelt- und Hochwasserschutz sowie dem bürokratischen Mehraufwand für Gemeinden argumentierte. In der GLP leitet sie die nationale Arbeitsgruppe Energie und ist Präsidentin der GLP Unteres Furttal.
Bei den Parlamentswahlen vom 20. Oktober 2019 wurde Schaffner für die Grünliberalen in den Nationalrat gewählt. Aus dem Kantonsrat trat sie deshalb im November 2019 zurück. Im Nationalrat ist sie (Stand: August 2024) in der Kommission für Verkehr und Fernmeldewesen, in der Delegation für die Beziehungen zum Landtag des Fürstentums Liechtenstein und Stellvertreterin in der Gruppe Parlaments-IT (PIT).

## Veröffentlichungen
- Barbara Schaffner: Range precision of therapeutic proton beams. ETH Zürich, 1997, doi:10.3929/ethz-a-001891967 (Doctoral Thesis).
- W. Ulmer, B. Schaffner: Foundation of an analytical proton beamlet model for inclusion in a general proton dose calculation system. In: Radiation Physics and Chemistry. Band 80, Nr. 3, 2011, S. 378–389, doi:10.1016/j.radphyschem.2010.10.006.
- Barbara Schaffner: Proton dose calculation based on in-air fluence measurements. In: Physics in Medicine and Biology. Band 53, Nr. 6, 2008, S. 1545–1562, doi:10.1088/0031-9155/53/6/003.
- S. N. Boon, P. van Luijk, T. Böhringer, A. Coray, A. Lomax, E. Pedroni, B. Schaffner, J. M. Schippers: Performance of a fluorescent screen and CCD camera as a two-dimensional dosimetry system for dynamic treatment techniques. In: Medical Physics. Band 27, Nr. 10, 2000, S. 2198–2208, doi:10.1118/1.1289372.
- Barbara Schaffner, Tatsuaki Kanai, Yasuyuki Futami, Munefumi Shimbo, Eriko Urakabe: Ridge filter design and optimization for the broad‐beam three‐dimensional irradiation system for heavy‐ion radiotherapy. In: Medical Physics. Band 27, Nr. 4, 2000, S. 716–724, doi:10.1118/1.598934.
- B. Schaffner, U. Schneider, R. Pescia: 3D-Verifikation der 5-Felder-Bestrahlung des Mammakarzinoms mit Filmdosimetrie. In: Zeitschrift für Medizinische Physik. Band 9, Nr. 2, 1999, S. 106–112, doi:10.1016/S0939-3889(15)70209-6.
- Barbara Schaffner, Eros Pedroni, Antony Lomax: Dose calculation models for proton treatment planning using a dynamic beam delivery system: an attempt to include density heterogeneity effects in the analytical dose calculation. In: Physics in Medicine and Biology. Band 44, Nr. 1, 1999, S. 27–41, doi:10.1088/0031-9155/44/1/004.
- Eros Pedroni, Terence Böhringer, Adolf Coray, Emmanuel Egger, Martin Grossmann, Shixiong Lin, Antony Lomax, Gudrun Goitein, Werner Roser, Barbara Schaffner: Initial experience of using an active beam delivery technique at PSI. In: Strahlentherapie und Onkologie. Band 175, S2, 1999, S. 18–20, doi:10.1007/bf03038879.
- Uwe Schneider, Barbara Schaffner, Tony Lomax, Eros Pedroni, Alexander Tourovsky: A technique for calculating range spectra of charged particle beams distal to thick inhomogeneities. In: Medical Physics. Band 25, Nr. 4, 1998, S. 457–463, doi:10.1118/1.598220.
- B. Schaffner, E. Pedroni: The precision of proton range calculations in proton radiotherapy treatment planning: experimental verification of the relation between CT-HU and proton stopping power. In: Physics in Medicine and Biology. Band 43, Nr. 6, 1998, S. 1579–1592, doi:10.1088/0031-9155/43/6/016.